# Escuts i banderes del Pallars Jussà

Escut oficiós del Consell Comarcal del Pallars Jussà

Els escuts i banderes del Pallars Jussà són el conjunt d'escuts i banderes dels municipis de la dita comarca.
En aquest article s'hi inclouen els escuts i les banderes oficialitzats per la Generalitat des del 1981, concretament per la Conselleria de Governació, què n'ostenta la competència.
D'un temps ençà els Consells Comarcals sembla que van unificant criteris al voltant dels respectius escuts comarcals. Malgrat tot, aquest no és el cas del Pallars Jussà, que no disposa de cap mena d'emblema oficial i fa servir les antigues armes del Comtat de Pallars Sobirà, atès que no es té constància de cap símbol ni escut heràldic del propi comtat.
No tenen escut ni bandera oficial: Conca de Dalt i la Pobla de Segur.

## Escuts antics
Els trenta-cinc escuts antics, dels diversos municipis del Pallars Jussà abans de l'agrupament, els podeu trobar a: Escuts d'armes antics del Pallars Jussà

## Escuts oficials

Abella de la Conca Aprovat el 21 de juny del 1984.
Castell de Mur Aprovat el 4 d'octubre de 2001.
Gavet de la Conca Aprovat el 5 de març de 1999.
Isona i Conca Dellà Aprovat el 21 d'abril de 1983.
Llimiana Aprovat el 16 de març de 2000.
Salàs de Pallars Aprovat el 3 de desembre de 1987.
Sant Esteve de la Sarga Publicat al DOGC el 2 de març de 2005.
Sarroca de Bellera Aprovat el 31 d'agost de 2005.
Senterada Aprovat el 13 d'octubre de 1988.
Talarn Aprovat el 25 de juliol de 1991.
la Torre de Cabdella Aprovat el 29 de gener de 1987.
Tremp Aprovat el 29 de gener de 1987.
EMD de Vilamitjana Aprovat el 15 de novembre de 1991.

## Banderes oficials

Isona i Conca Dellà Publicada al DOGC el 14 de juny de 1991.
Llimiana Publicada al DOGC el 3 d'abril de 2006.
Sarroca de Bellera Publicada al DOGC el 20 de juny de 2016.
Senterada Publicada al DOGC el 3 d'abril de 2006.
la Torre de Cabdella Publicada al DOGC el 23 de juny de 1993.
Tremp Publicada al DOGC el 18 d'octubre de 1989.
EMD de Vilamitjana Publicada al DOGC el 18 d'octubre de 1989.